# Albert Schwartz (Schwimmer)
Albert L. Schwartz (* 21. Dezember 1907 in Chicago; † 7. Dezember 1986 in Los Angeles) war ein US-amerikanischer Schwimmer.
Nachdem Schwartz bereits 1928 nur knapp die olympische Qualifikation verpasst hatte, nahm er vier Jahre später an den Olympischen Sommerspielen 1932 in Los Angeles teil. Dort gewann er über 100 m Freistil Bronze. Zwei Jahre zuvor gewann er bei den nationalen Meisterschaften drei Titel. Neben dem Schwimmsport wurde er mit seinem Verein Illinois Athletic Club sechsmaliger Meister im Wasserball.
Nach seinem Abschluss an der Northwestern University absolvierte er ein Jurastudium an der University of Chicago und war später als Jurist in Kalifornien tätig.